# Любовь в тумане будущего
«Любовь в тумане будущего» (подзаголовок: «История одного романа в 4560 году») — русская повесть-антиутопия Андрея Марсова, изданная в 1924 году.

## Содержание
Изображением далёкого будущего повесть Марсова перекликается со знаменитой антиутопией «Мы» Евгения Замятина (1920; опубликовано в 1924). В частности, в повести проводится мысль о невозможности личного счастья и любви в строго регламентированном тоталитарном социалистическом обществе. Но если государство, описанное Замятиным — абстрактно, то в унифицированном, «обнулёванном» (здесь так же люди имеют личные номера) мире Марсова вполне отчётливо упоминается Россия, как часть некоего мирового сообщества — Совета Мирового Разума. В этом мире всё подчинено контролю — мысли, чувства, рождение и смерть.
Цитата из повести:
Высшее управление Великой Республикой сосредоточилось в руках Совета Мирового Разума, который, построив жизнь на совершенно новых началах, добился полной гармонии между внутренними переживаниями и внешними поступками человечества. С момента открытия ультра-Рамсовских лучей, давших возможность фотографирования самых сокровенных мыслей, все импульсы подсознательного «Я» каждого индивидуума были взяты под самый строгий контроль… Преступников больше не существовало, так как преступления открывались до их совершения, и человечество, освобождённое от всего злого и преступного, упоённое братской любовью, с восторгом отдалось плодотворной работе в рамках самосовершенствования… Через несколько поколений люди достигли вершины благополучия.

## Автор и история изданий
Автор повести, Андрей Васильевич Марсов родился 25 октября 1901 года в Санкт-Петербурге в семье действительного статского советника Василия Марсова. Повесть «Любовь в тумане будущего» стала его первым и последним литературным произведением. Согласно дневниковым записям Марсова, на создание произведения его вдохновила юношеская влюблённость в балерину Елену Люком.
Повесть была издана на средства автора в 1924 году.
В советское время повесть не переиздавалась, первое постсоветское издание (в составе «Библиотеки русской фантастической прозы») состоялось в 1999 году.

### Издания
- Андрей Марсов. Любовь в тумане будущего: (История одного романа в 4560 году) / Обложка художника В. Романа. — Л.: Издание автора, 1924. — 39 с.
- Андрей Марсов. Любовь в тумане будущего (повесть) // Русская фантастическая проза 10-20-х гг. XX в / Сост., примеч., подбор иллюстраций Ю. Медведева; Оформление худ. Г. И. Метченко. — М.: Русская книга, 1999. — С. 199-220. — 512 с. — (Библиотека русской фантастики; Т.14). — 5700 экз. — ISBN 5-268-01070-0, ISBN 5-268-01034-4.